# Düdül Dorje
Düdül Dorje (1733-1797) was de dertiende gyalwa karmapa, hoofd van de kagyüschool van het Tibetaans boeddhisme.
Düdül Dorje werd in Champa Drongsar geboren en werd op vierjarige leeftijd door Gyaltsab Rinpoche erkend. Hij kreeg vanaf zijn achtste jaar les in de klooster van zowel de kagyü als ook de nyingmaschool. Düdül Dorje werd op 31-jarige leeftijd hoofd van de school. Hij schreef een aantal verhandelingen over de Tibetaanse schilderkunst. 
Volgens een legende redde hij de Jokhangtempel in Lhasa van een overstroming door een kata (witte sjaal) over het standbeeld van de Jowo Shakyamuni te plaatsen.